# Goadby
 (octobre 2023).
Goadby est une paroisse civile et un village du Leicestershire, en Angleterre.